# Оберайх
Оберайх (нем. Oberaich) — ярмарочная коммуна (нем. Marktgemeinde) в Австрии, в федеральной земле Штирия. 
Входит в состав округа Брук-на-Муре.  Население составляет 2961 человек (на 31 декабря 2005 года). Занимает площадь 47 км². Официальный код  —  60211.

## Политическая ситуация
Бургомистр коммуны — Герхард Вебер (СДПА) по результатам выборов 2005 года.
Совет представителей коммуны (нем. Gemeinderat) состоит из 15 мест.
- СДПА занимает 11 мест.
- АНП занимает 4 места.